# Comparazione di formati di file grafici
Questa è una comparazione tra i vari formati di file immagine e grafici.

## Premessa
Un formato di file, in informatica, indica la convenzione che viene usata per leggere, scrivere e interpretare i contenuti di un file.
Un'immagine digitale è la rappresentazione numerica di una immagine bidimensionale. La rappresentazione può essere di tipo vettoriale oppure raster (altrimenti detta bitmap); nel primo caso sono descritti degli elementi primitivi, quali linee o poligoni, che vanno a comporre l'immagine; nel secondo l'immagine è composta da una matrice di punti, detti pixel, la cui colorazione è definita (codificata) tramite uno o più valori numerici (bit).

## In generale
La proprietà del formato e le informazioni correlate.
| Formato                      | Nome completo                                         | Proprietà                                      | Formato base                                          | Estensione file                                   | tipo MIME                                                  | Applicazione | Brevetto                                                                                   |
| ---------------------------- | ----------------------------------------------------- | ---------------------------------------------- | ----------------------------------------------------- | ------------------------------------------------- | ---------------------------------------------------------- | --- | ------------------------------------------------------------------------------------------ |
| Abc                          | Advanced Bitonal Compression                          | LEAD Technologies                              |                                                       | .abc                                              |                                                            | Controllo immagini e documenti bitonali (bianco e nero). | Sì                                                                                         |
| ADRG                         | ARC Digitized Raster Graphics                         |                                                |                                                       | .adrg                                             |                                                            | |                                                                                            |
| AdobeResource                |                                                       | Adobe                                          | TIFF?                                                 |                                                   |                                                            | |                                                                                            |
| ADRI                         | ARC Digitized Raster Images                           |                                                |                                                       | .adri                                             |                                                            | |                                                                                            |
| AI                           | Adobe Illustrator Document                            | Adobe                                          |                                                       | .ai                                               | applicazione/illustrator, applicazione/postscript          | i file di Adobe Illustrator sono editabili usando programmi che supportano tale formato, come Adobe Illustrator, Inkscape, CorelDRAW, ecc.                                                 | Sì                                                                                         |
| Alias Pix image              |                                                       |                                                |                                                       | .pix, .matte, .mask, .alpha, .als                 |                                                            | Supportato da GIMP |                                                                                            |
| AMI                          |                                                       |                                                |                                                       | .ami                                              |                                                            | Supportato da Amica Paint |                                                                                            |
| ANI                          | ANI file format                                       | Microsoft                                      | RIFF                                                  | .ani                                              |                                                            | Usato da Microsoft Windows |                                                                                            |
| ANIM                         |                                                       | Electronic Arts e Commodore Amiga              | IFF                                                   | .iff, .anim                                       | video/x-anim                                               | variante di Interchange File Format |                                                                                            |
| APNG                         | Animated Portable Network Graphics                    | Mozilla                                        | PNG                                                   | .png                                              | immagine/png                                               | variante di Portable Network Graphics usata da Gecko 1.9 e Opera | No                                                                                         |
| Apple Icon Image             |                                                       | Apple Inc.                                     |                                                       | .icns                                             |                                                            | Usato da macOS |                                                                                            |
| APX                          |                                                       |                                                |                                                       | .apx                                              |                                                            | Supportato da Ebuyer Photo Paint |                                                                                            |
| ART                          |                                                       | AOL                                            |                                                       | .art                                              |                                                            | America on Line, ora di Verizon Communications |                                                                                            |
| ART                          | PFS: prima clip art di Publisher                      |                                                |                                                       | .art                                              |                                                            | |                                                                                            |
| ASCII art                    |                                                       |                                                |                                                       | .txt, .ansi, .text                                | testo semplice                                             | Supportato da GIMP |                                                                                            |
| Authorware map               |                                                       | Adobe                                          |                                                       | .aam                                              | applicazione/x-authorware-map                              | |                                                                                            |
| Authorware seg               |                                                       | Adobe                                          |                                                       | .aas                                              | applicazione/x-authorware-seg                              | |                                                                                            |
| Authorware bin               |                                                       | Adobe                                          |                                                       | .aab, .x32, .u32, .vox                            | applicazione/x-authorware-bin                              | |                                                                                            |
| AutoCAD DXF                  | Drawing Interchange Format                            | Autodesk                                       |                                                       | .dxf                                              | immagine/vnd.dxf                                           | |                                                                                            |
| AWD                          |                                                       |                                                |                                                       | .awd                                              | immagine/awd                                               | Usato da PhotoPhilia |                                                                                            |
| ARW                          | Sony Alpha RAW                                        | Sony                                           | TIFF                                                  | .arw                                              |                                                            | |                                                                                            |
| BAY                          | Casio RAW                                             | Casio                                          | TIFF                                                  | .bay                                              |                                                            | |                                                                                            |
| BigTIFF                      |                                                       |                                                | TIFF                                                  | .btf, .tiff, .tif                                 | immagine/tiff                                              | |                                                                                            |
| BMP                          | Windows bitmap                                        | Microsoft                                      |                                                       | .bmp, .dib, .rle, .2bp (2bpp)                     | immagine/x-bmp                                             | Usato da molte applicazioni 2D. | No                                                                                         |
| bmp compressor               | Bit Map Compressor                                    |                                                |                                                       | .hpc                                              |                                                            | |                                                                                            |
| BLEND                        |                                                       |                                                |                                                       | .blend                                            |                                                            | Supportato da Blender |                                                                                            |
| BPG                          | Better Portable Graphics                              | Fabrice Bellard                                | HEVC                                                  | .bpg                                              |                                                            | Proposto per sostituire JPEG, disponibile decodificatore JavaScript | Sì                                                                                         |
| BRK                          | Brooktrout Fax                                        |                                                |                                                       | .brk                                              |                                                            | |                                                                                            |
| BSAVE                        | BSAVE Image                                           |                                                |                                                       | .BSV                                              |                                                            | Usato da IBM PC. |                                                                                            |
| CAM                          | Casio CAM                                             | Casio                                          | JPEG                                                  | .cam                                              |                                                            | |                                                                                            |
| CADRG                        | Compressed ARC Digitized Raster Graphics              |                                                |                                                       | .cadrg                                            |                                                            | |                                                                                            |
| CAL                          | CALS raster file format                               |                                                |                                                       | .cal, .cals, .ras, .dcl                           |                                                            | |                                                                                            |
| Capture One RAW              |                                                       | Phase One                                      |                                                       | .cap                                              |                                                            | |                                                                                            |
| CIFF                         | Camera Image File Format                              | Canon                                          |                                                       | .crw, .ciff                                       |                                                            | |                                                                                            |
| CR2                          | Canon RAW 2                                           | Canon                                          | TIFF                                                  | .cr2                                              |                                                            | |                                                                                            |
| CDR                          | CorelDRAW Document                                    | Corel Corporation                              |                                                       | .cdr, .ccx, .cdt, .cmx                            | applicazione/coreldraw                                     | I file di CorelDRAW sono editabili usando programmi che supportano il formato, come CorelDRAW, Adobe Illustrator, Inkscape, ecc.                                                           | Sì                                                                                         |
| CGM                          | Computer Graphics Metafile                            |                                                |                                                       | .cgm                                              | image/cgm                                                  | I file CGM sono editabili usando programmi che supportano il formato, come IBM Lotus Freelance Graphics, Inkscape, ecc.                                                                    |                                                                                            |
| CIN                          | Cineon                                                |                                                |                                                       | .cin                                              | immagine/cineon                                            | |                                                                                            |
| Corel Paint Shop Pro Pattern |                                                       |                                                |                                                       | .pat                                              |                                                            | Supportato da Corel Paint Shop Pro |                                                                                            |
| CPC                          | Cartesian Perceptual Compression                      | Cartesian Products, Inc.                       |                                                       | .cpc, .cpi                                        | immagine/cpi                                               | Formato molto compresso per immagini raster. | Sì                                                                                         |
| CPKT                         | APP5-CPKT Format                                      |                                                | JPEG                                                  | .jpg, .jpe, .jpeg                                 | immagine/jpeg                                              | Usato da PROSERPINE. |                                                                                            |
| CPT                          | Corel Photo-Paint Image                               |                                                |                                                       | .cpt                                              |                                                            | Variante di TIFF fino alla versione 6.0 compresa; proprietaria dalla versione 7.0 (1997)                                                                                                   |                                                                                            |
| Crack Art                    |                                                       | Detlef Röttger & Jan Borchers                  |                                                       | .ca1, .ca2, .ca3                                  |                                                            | Una applicazione di Atari ST |                                                                                            |
| CUT                          |                                                       |                                                |                                                       | .cut                                              |                                                            | Usato da DSHELL. |                                                                                            |
| CMYK                         |                                                       |                                                |                                                       | .cmyk                                             |                                                            | |                                                                                            |
| CMYKA                        |                                                       |                                                |                                                       | .cmyka                                            |                                                            | |                                                                                            |
| DCS                          | Kodak DCS Pro RAW                                     | Kodak                                          |                                                       | .dcs                                              |                                                            | |                                                                                            |
| DCR                          | Digital Camera Raw                                    | Kodak                                          | TIFF                                                  | .dcr                                              |                                                            | |                                                                                            |
| DDS                          | DirectDraw Surface                                    | Microsoft                                      |                                                       | .dds                                              |                                                            | |                                                                                            |
| Degas                        | Design & Entertainment Graphic Arts System            | Integral Solutions                             |                                                       | .pi1, .pi2, .pi3, .pc1, .pc2, .pc3                |                                                            | Una applicazione di Atari ST |                                                                                            |
| DNG                          | Digital Negative                                      | Adobe                                          | Compatibile col formato standard ISO 12234-2, TIFF/EP | .dng                                              |                                                            | Un formato raw disponibile come un formato di archiviazione e come formato raw nativo delle fotocamere digitali                                                                            | No: non si conoscono vincoli di proprietà intellettuale o il requisito della licenza d'uso |
| DIA                          | Dia Drawing                                           |                                                | XML                                                   | .dia                                              |                                                            | Usato da Dia |                                                                                            |
| DICOM                        | Digital Imaging and Communications in Medicine        | National Electrical Manufacturers Association  |                                                       | .dcm, .dicom                                      | applicazione/dicom                                         | Numerose applicazioni di immagini nel settore biomedicale (ad es. OsiriX, XMedCon), alcune applicazioni grafiche complete (ad es. GIMP, Photoshop)                                         |                                                                                            |
| DjVu                         | DjVu                                                  | AT&T Research                                  |                                                       | .djvu, .djv                                       | immagine/vnd.djvu                                          | |                                                                                            |
| Doodle                       |                                                       |                                                |                                                       | .doo                                              |                                                            | Una applicazione di Atari ST |                                                                                            |
| DPX                          | Digital Picture eXchange file format                  |                                                |                                                       | .dpx                                              | immagine/dpx                                               | |                                                                                            |
| DRF                          | Kodak Pro Back RAW                                    | Kodak                                          |                                                       | .drf                                              |                                                            | |                                                                                            |
| Dr. Halo                     |                                                       |                                                |                                                       | .cut                                              |                                                            | |                                                                                            |
| Encapsulated PostScript      |                                                       |                                                |                                                       | .epi, .eps, .eps2, .eps3, .epsf, .epsi, .ept      | applicazione/postscript                                    | |                                                                                            |
| ECW                          | Enhanced Compressed Wavelet                           | ERDAS                                          |                                                       | .ecw                                              |                                                            | Wavelet, formato di immagine utilizzato principalmente con immagini aeree e satellitari georeferenziate                                                                                    | No                                                                                         |
| EDG                          | EDGE2 Original Format                                 | TAKABO                                         |                                                       | .edg                                              |                                                            | Usato da EDGE2 |                                                                                            |
| EMF                          | Enhanced Metafile Format                              | Microsoft                                      |                                                       | .emf, .emz                                        |                                                            | Microsoft Office |                                                                                            |
| EMF+                         | Estensioni Enhanced Metafile Format Plus              | Microsoft                                      |                                                       | .emf, .emz                                        |                                                            | |                                                                                            |
| ERF                          | EPSON RAW                                             | EPSON                                          | TIFF                                                  | .erf                                              |                                                            | |                                                                                            |
| ERI                          | Entis Rasterized Image format                         |                                                |                                                       | .eri                                              |                                                            | |                                                                                            |
| Exif                         | Formato file immagine Exchangeable                    |                                                |                                                       | .exif                                             |                                                            | |                                                                                            |
| EVA                          | Animazione vettoriale Estesa                          | Sharp Corporation                              |                                                       | .eva                                              | applicazione/x-eva                                         | |                                                                                            |
| EXR                          | OpenEXR                                               | ILM                                            |                                                       | .exr                                              | immagine/exr                                               | Usato nei film con effetti rendering 3d e immagini hdr. | ?                                                                                          |
| Farbfeld                     |                                                       | Laslo Hunhold                                  |                                                       | .ff                                               |                                                            | Formato bitmap molto semplice senza perdita di dati utilizzato per l'elaborazione delle immagini.                                                                                          | No                                                                                         |
| FIF                          | Fractal Image Format                                  |                                                |                                                       | .fif                                              |                                                            | |                                                                                            |
| FIG                          | FIG format                                            |                                                |                                                       | .fig                                              | application/x-xfig                                         | Supportato da Xfig |                                                                                            |
| FITS                         | Flexible Image Transport System                       |                                                |                                                       | .fit, .fits                                       |                                                            | Acquisizione dati scientifici (specialmente astronomici). |                                                                                            |
| FLA                          | Flash Source File                                     |                                                |                                                       | .fla                                              |                                                            | |                                                                                            |
| FLIC                         |                                                       | Autodesk                                       |                                                       | .fli, .flc, .flx, .flh, .flt                      |                                                            | Supportato da GIMP |                                                                                            |
| FLW                          | Kivio Document                                        |                                                |                                                       | .flw                                              |                                                            | Supportato da Kivio |                                                                                            |
| FPX                          | FlashPix (1.0.2)                                      |                                                |                                                       | .fpx                                              | image/vnd.fpx                                              | |                                                                                            |
| FreeHand                     |                                                       | Adobe                                          |                                                       | .fh4, .fh5, .fh7, .fh8, .fhc, .fh                 | image/x-freehand                                           | |                                                                                            |
| FutureSplash                 |                                                       | Adobe                                          |                                                       | .spl                                              | application/futuresplash                                   | |                                                                                            |
| FXT                          |                                                       | 3DFX                                           |                                                       | .fxt                                              |                                                            | |                                                                                            |
| GEGL composition             |                                                       |                                                | XML                                                   | .xml                                              | application/xml                                            | Usato da GEGL |                                                                                            |
| Gerber Format                | The Gerber Format Specification                       | Ucamco                                         | Printable ASCII                                       | .gbr                                              | application/vnd.gerber                                     | Printed Circuit Board o PCB software | No                                                                                         |
| GIF                          | Graphics Interchange Format                           | CompuServe, Unisys (algoritmo di compressione) |                                                       | .gif, .gfa, .giff                                 | image/gif                                                  | Supportato da molti browser web. Supporta trasparenze e animazioni. | Scaduto                                                                                    |
| GIMP brush                   |                                                       | The GIMP Team                                  |                                                       | .gbr                                              |                                                            | Supportato da GIMP |                                                                                            |
| GIMP compressed XJT image    |                                                       | The GIMP Team                                  | JPEG, tar                                             | .xjt, .xjtgz (compresso), .xjtbz2 (compresso)     | No. Formato lossy, non adatto per l'editing                | Supportato da GIMP |                                                                                            |
| GIH                          | Gimp image hose                                       | The GIMP Team                                  |                                                       | .gih                                              |                                                            | Supportato da GIMP |                                                                                            |
| GIMP patterns                |                                                       | The GIMP Team                                  |                                                       | .pat                                              |                                                            | Supportato da GIMP |                                                                                            |
| GRA                          |                                                       |                                                |                                                       | .gra                                              |                                                            | Usato da QSV e QLD. |                                                                                            |
| G3 Fax                       |                                                       |                                                |                                                       | .g3                                               |                                                            | Supportato da GIMP |                                                                                            |
| Hasselblad 3FR RAW           |                                                       |                                                | TIFF                                                  | .3fr                                              |                                                            | |                                                                                            |
| Hasselblad/Imacon FFF        |                                                       |                                                |                                                       | .fff                                              |                                                            | |                                                                                            |
| HDRi                         |                                                       |                                                | TIFF                                                  | .tif, .tiff                                       | image/tiff                                                 | |                                                                                            |
| HG                           | Hyper Graphic Press                                   |                                                |                                                       | .hg                                               |                                                            | Supportato da alcune vecchie applicazioni giapponesi. |                                                                                            |
| ICER                         |                                                       | NASA Mars Rovers                               |                                                       |                                                   |                                                            | |                                                                                            |
| IIQ RAW                      | Intelligent Image Quality RAW                         | Phase One                                      |                                                       | .iiq                                              |                                                            | |                                                                                            |
| IMA                          | .ima                                                  | .ima team                                      |                                                       | .ima                                              |                                                            | Formato per immagini fotografiche con codifica HDR. | No                                                                                         |
| IMG (GEM Paint)              |                                                       |                                                |                                                       | .img                                              |                                                            | Supportato da GEM Paint |                                                                                            |
| IMG (ERDAS IMAGINE)          | ERDAS IMAGINE                                         | ERDAS                                          | Hierarchical File Architecture (HFA)                  | .img                                              |                                                            | Formato di immagine utilizzato principalmente con immagini georeferenziate, dati della griglia tematici e dati della griglia di elevazione.                                                | Sì                                                                                         |
| im4                          |                                                       | Masahide Hirabayashi                           |                                                       | .im4                                              |                                                            | |                                                                                            |
| Inkscape SVG                 |                                                       | The Inkscape Team                              | SVG                                                   | .svg, .svgz                                       | image/svg+xml                                              | Usato da Inkscape |                                                                                            |
| ICO                          | ICO file format                                       | Microsoft                                      |                                                       | .ico, .cur                                        | image/vnd.Microsoft.icon, image/x-icon                     | Usato da Microsoft Windows e browser web come favicon |                                                                                            |
| ICS                          | Image Cytometry Standard                              |                                                |                                                       | .ics, .ids                                        |                                                            | |                                                                                            |
| IGES                         | Initial Graphics Exchange Specification               |                                                |                                                       | .igs                                              | image/iges                                                 | CAD/CAM interoperability | No                                                                                         |
| ILBM                         | InterLeaved BitMap                                    | Electronic Arts e Commodore Amiga              | IFF                                                   | .iff, .ilbm, .lbm                                 | image/x-ilbm                                               | Planar formato grafico progettato per hardware grafico Amiga. | No                                                                                         |
| IPTC/NAA                     | IPTC/NAA                                              |                                                | TIFF                                                  |                                                   |                                                            | |                                                                                            |
| JBIG                         |                                                       | Joint Bi-level Image Experts Group             |                                                       | .jbig, .bie, .jbg                                 |                                                            | |                                                                                            |
| JBIG2                        |                                                       | Joint Bi-level Image Experts Group             |                                                       |                                                   |                                                            | |                                                                                            |
| JNG                          | JPEG Network Graphics                                 |                                                |                                                       | .jng                                              | image/x-jng                                                | | No                                                                                         |
| JPEG                         | Joint Photographic Experts Group                      | Joint Photographic Experts Group               |                                                       | .jpg, .jpeg, .jpe (containers: .jif, .jfif, .jfi) | image/jpeg                                                 | Immagini fotografiche. Supportato da molti browser web. | Licenza scaduta (vedi anche Forgent#JPEG)                                                  |
| JPEG 2000                    | Joint Photographic Experts Group 2000                 | Joint Photographic Experts Group               |                                                       | .jp2, .j2c, .jpc, .j2k, .jpx                      | image/jp2                                                  | Immagini fotografiche, talvolta sostituito con JPEG. | Si (no costi licenza per parte 1)                                                          |
| JPEG-LS                      |                                                       | Joint Photographic Experts Group               |                                                       | .jls                                              |                                                            | |                                                                                            |
| JPEG-HDR                     |                                                       |                                                |                                                       |                                                   |                                                            | |                                                                                            |
| JPEG XR / HD Photo           | JPEG XR / HD Photo                                    | Microsoft                                      |                                                       | .wdp, .hdp, .jxr                                  | image/vnd.ms-photo                                         | Formato contenitore simile a TIFF con codifica HDR per le immagini fotografiche. | Si (royalty-free)                                                                          |
| J6I                          |                                                       | RICOH                                          | JPEG                                                  | .j6i                                              |                                                            | Usato da RICOH DC-1/2 |                                                                                            |
| KDC                          | Kodak DC40/DC50 RAW                                   | Kodak                                          | TIFF                                                  | .kdc                                              |                                                            | |                                                                                            |
| KOA                          |                                                       |                                                |                                                       | .koa, .gg (compressed)                            |                                                            | Supportato da Koala Paint |                                                                                            |
| KIFF                         | Kt Interchange File Format                            |                                                |                                                       | .kif, .kiff                                       |                                                            | |                                                                                            |
| KISS CEL                     |                                                       |                                                |                                                       | .cel                                              |                                                            | Supportato da GIMP |                                                                                            |
| Kodak TIFF extensions        |                                                       | Kodak                                          | TIFF                                                  | .tif                                              |                                                            | |                                                                                            |
| Kodak YCC                    |                                                       | Kodak                                          |                                                       | .pcd                                              |                                                            | |                                                                                            |
| KQP                          |                                                       | Minolta                                        | JPEG                                                  | .kqp                                              |                                                            | |                                                                                            |
| K25                          | Kodak DC25 RAW                                        | Kodak                                          | TIFF                                                  | .k25                                              |                                                            | |                                                                                            |
| Leaf Mosaic RAW              |                                                       |                                                | TIFF                                                  | .mos                                              |                                                            | |                                                                                            |
| LightStream Picture          |                                                       |                                                |                                                       | .lsp                                              |                                                            | |                                                                                            |
| Logluv TIFF                  |                                                       | Greg Ward                                      | TIFF                                                  |                                                   |                                                            | Supportato da Libtiff |                                                                                            |
| Mac Paint                    |                                                       |                                                |                                                       | .pnt, .mac                                        |                                                            | |                                                                                            |
| MDC                          | Minolta RD175 Format                                  | Minolta                                        |                                                       | .mdc                                              |                                                            | |                                                                                            |
| MET                          | OS/2 Metafile Format                                  |                                                |                                                       | .met                                              |                                                            | Supportato da SAS/GRAPH |                                                                                            |
| MNG                          | Multiple-image Network Graphics                       |                                                | PNG                                                   | .mng                                              | video/x-mng                                                | | No                                                                                         |
| MO:DCA                       | MO:DCA                                                | IBM                                            |                                                       | .mda, .ica, .mmr, .afp                            | image                                                      | IBM's Content Manager and Image Plus | Sì                                                                                         |
| MSP                          | Microsoft Paint                                       | Microsoft                                      |                                                       | .msp                                              |                                                            | |                                                                                            |
| MYD                          | Myd format                                            |                                                |                                                       | .myd                                              |                                                            | |                                                                                            |
| MYV                          | Myv vector format                                     |                                                |                                                       | .myv                                              |                                                            | |                                                                                            |
| NEF                          | Nikon RAW                                             | Nikon                                          | TIFF                                                  | .nef                                              |                                                            | |                                                                                            |
| MEF                          | Mamiya RAW                                            | Mamiya                                         | TIFF                                                  | .mef                                              |                                                            | |                                                                                            |
| Neochrome                    |                                                       | Dave Staugas                                   |                                                       | .neo                                              |                                                            | Una applicazione di Atari ST |                                                                                            |
| MAG                          | MAKIchan Graphic loader                               | Woody-Rinn                                     |                                                       | .mag                                              |                                                            | Usato da molte vecchie applicazioni giapponesi. |                                                                                            |
| MAKI                         | MAKIchan net format                                   | Woody-Rinn                                     |                                                       | .mki                                              |                                                            | |                                                                                            |
| MIFF                         | Magick image file format                              | ImageMagick Studio                             |                                                       | .miff                                             |                                                            | Supportato da ImageMagick |                                                                                            |
| MSA                          | Misachan File                                         | Hirohumi Iguchi                                |                                                       | .msa                                              |                                                            | Supportato da vecchie applicazioni giapponesi. |                                                                                            |
| MSL                          | Magick Scripting Language                             | ImageMagick Studio                             |                                                       | .msl                                              |                                                            | Supportato da ImageMagick |                                                                                            |
| MVG                          | Magick Vector Graphics                                | ImageMagick Studio                             |                                                       | .mvg                                              |                                                            | Supportato da ImageMagick |                                                                                            |
| MPC                          | Magick Persistent Cache image file format             | ImageMagick Studio                             |                                                       | .mpc                                              |                                                            | Supportato da ImageMagick |                                                                                            |
| MRW                          | Minolta RAW                                           | Minolta                                        |                                                       | .mrw                                              |                                                            | |                                                                                            |
| NSK-TIFF                     | NSK-TIFF                                              | Nihon Shinbun Kyokai (日本新聞協会)            | TIFF                                                  |                                                   |                                                            | |                                                                                            |
| OAZ                          | OAZ Fax                                               | Oaz Communications                             |                                                       | .oaz                                              |                                                            | Usato da NetFax Manager |                                                                                            |
| ODG                          | OpenDocument drawing                                  |                                                |                                                       | .odg                                              |                                                            | |                                                                                            |
| ORA                          | OpenRaster                                            | freedesktop.org                                | OpenDocument/XML                                      | .ora                                              |                                                            | DrawPile, GIMP, Krita, MyPaint, Nathive, Pinta | No                                                                                         |
| ORF                          | Olympus RAW                                           | Olympus                                        | TIFF                                                  | .orf                                              |                                                            | |                                                                                            |
| PAM                          | portable arbitrary map file format                    |                                                |                                                       | .pam                                              | image/x-portable-arbitrarymap                              | | Sì                                                                                         |
| Panasonic RAW                |                                                       | Panasonic                                      | TIFF                                                  | .raw, .rw2                                        |                                                            | |                                                                                            |
| PCIF                         | Polyomino Compressed Image Format                     |                                                |                                                       | .pcf                                              |                                                            | |                                                                                            |
| PhaseOne P25/P30/P45 RAW     |                                                       | Phase One                                      |                                                       | .tif, .tiff                                       |                                                            | |                                                                                            |
| PictureGear Pocket Image     |                                                       |                                                |                                                       | .prc                                              |                                                            | |                                                                                            |
| PBM                          | Portable Bitmap File Format                           |                                                |                                                       | .pbm                                              | image/x-portable-bitmap                                    | | No                                                                                         |
| PCD                          | Kodak ImagePac Photo CD                               | Kodak                                          |                                                       | .pcd                                              | image/jpcd                                                 | |                                                                                            |
| PCF                          | Pixel Coordination Format                             |                                                |                                                       | .pcf                                              | image/pcf                                                  | |                                                                                            |
| PCX                          | ZSoft PC Paintbrush File                              | ZSoft Corporation                              |                                                       | .pcx, .pcc, .dcx                                  | image/x-pcx                                                | Un datato formato immagine indicizzato compresso in RLE, utilizzato in alcuni dei primi giochi di tiro 3D come Unreal Tournament in quanto occupa poco spazio ed è facile da decodificare. | ?                                                                                          |
| PDF                          | Portable Document Format                              | Adobe                                          |                                                       | .pdf, .epdf                                       | application/pdf                                            | |                                                                                            |
| PDN                          | Paint.NET Image                                       | dotPDN LLC                                     |                                                       | .pdn                                              |                                                            | Preferito e supportato da Paint.NET |                                                                                            |
| PEF                          | PENTAX RAW                                            | PENTAX                                         | TIFF                                                  | .pef                                              |                                                            | |                                                                                            |
| PGF                          | Progressive Graphics File                             | xeraina GmbH                                   |                                                       | .pgf                                              |                                                            | File immagine fotografico, col tempo sostituto per JPEG. | No                                                                                         |
| PGM                          | Portable Graymap File Format                          |                                                |                                                       | .pgm                                              | image/x-portable-graymap                                   | | No                                                                                         |
| PGML                         | Precision Graphics Markup Language                    | Adobe, IBM, Netscape, Sun Microsystems         |                                                       |                                                   |                                                            | | No                                                                                         |
| Photochrome                  |                                                       |                                                |                                                       | .pcs                                              |                                                            | |                                                                                            |
| PNM                          | Portable Anymap File Format                           |                                                |                                                       | .pnm                                              | image/x-portable-anymap                                    | | No                                                                                         |
| PTX                          | Pentax RAW Bitmap Graphic                             | Pentax                                         |                                                       | .ptx                                              |                                                            | |                                                                                            |
| Pi                           |                                                       | Yanagisawa                                     |                                                       | .pi                                               |                                                            | Usato da qualche vecchia applicazione giapponese. |                                                                                            |
| PIC                          | Yanagisawa PIC                                        | Yanagisawa                                     |                                                       | .pic                                              |                                                            | Usato da molte vecchie applicazioni giapponesi. |                                                                                            |
| PIC                          | DoGA PIC                                              | Project Team DoGA                              |                                                       | .pic                                              |                                                            | Usato da DoGA CGA System. |                                                                                            |
| PICT                         | Macintosh PICT Format                                 | Apple Inc.                                     |                                                       | .pict, .pic, .pct, .pct1, .pct2                   | image/pict                                                 | Metafile per Mac OS, non significa per desktop publishing. | Probabilmente scaduta.                                                                     |
| PICtor                       |                                                       | John Bridges, Doug Wolfgram                    |                                                       | .pic                                              |                                                            | Supportato da PCPaint |                                                                                            |
| PIC2                         |                                                       | Yanagisawa                                     |                                                       | .p2                                               |                                                            | Supportato da alcune vecchie applicazioni giapponesi. |                                                                                            |
| PLD                          | PhotoLine Document                                    | Computerinsel GmbH                             |                                                       | .pld                                              | application/pld                                            | Formato nativo del programma di modifica delle immagini PhotoLine. | ?                                                                                          |
| PMP                          |                                                       | Sony                                           | JPEG                                                  | .pmp                                              |                                                            | Usato da Sony Cyber-Shot |                                                                                            |
| PNG                          | Portable Network Graphics                             | World Wide Web Consortium                      |                                                       | .png                                              | image/png                                                  | W3C approvato per la sostituzione di GIF. Supportato dalla maggior parte dei browser web.                                                                                                  | No                                                                                         |
| PostScript                   |                                                       |                                                |                                                       | ps, ps2, ps3                                      |                                                            | |                                                                                            |
| PPM                          | Portable Pixmap File Format                           |                                                |                                                       | .ppm                                              | image/x-portable-pixmap                                    | Molto facile da apprendere. Programmi per analizzare e scrivere in questo formato sono scritti facilmente.                                                                                 | No                                                                                         |
| PSD                          | Photoshop Document                                    | Adobe                                          |                                                       | .psd, .psb, .pdb, .pdd                            | image/vnd.adobe.photoshop                                  | Utilizzato principalmente per la memorizzazione delle modifiche dei dati di manipolazione delle immagini.                                                                                  | Sì                                                                                         |
| PSP                          | Paint Shop Pro Document                               | Corel Corporation                              |                                                       | .psp, .tub, .pspimage                             | image/x-psp                                                | Può essere aperto solo in programmi che supportano il formato, come ad esempio Paint Shop Pro, The GIMP, ecc.                                                                              | ?                                                                                          |
| PSX TIM                      |                                                       |                                                |                                                       | .tim                                              |                                                            | |                                                                                            |
| PSX TIM2                     | Sony PlayStation Tim2                                 | Sony                                           |                                                       | .tm2, .str                                        |                                                            | Usato da PlayStation 2 |                                                                                            |
| PXA                          |                                                       |                                                |                                                       | .pxa                                              |                                                            | Usato da Pixia |                                                                                            |
| QuickTime Image              |                                                       | Apple Inc.                                     |                                                       | .qtif, .qti, .qif                                 |                                                            | |                                                                                            |
| Q0                           |                                                       |                                                |                                                       | .q0                                               |                                                            | |                                                                                            |
| Q4                           | XLD4                                                  | MAJYO                                          |                                                       | .q4                                               |                                                            | |                                                                                            |
| RAD                          |                                                       | Gregory Ward Larson                            |                                                       | .rad                                              |                                                            | Radiance |                                                                                            |
| RAF                          | Fujifilm RAW                                          | Fujifilm                                       |                                                       | .raf                                              |                                                            | |                                                                                            |
| RGB                          |                                                       |                                                |                                                       | .rgb                                              |                                                            | |                                                                                            |
| RGBA                         |                                                       |                                                |                                                       | .rgba                                             |                                                            | |                                                                                            |
| RGBE                         |                                                       | Gregory Ward Larson                            |                                                       | .hdr                                              | image/vnd.radiance                                         | Radiance, la maggior parte dei software di imaging HDR. |                                                                                            |
| R3D                          | RED REDCODE RAW                                       | Red                                            |                                                       | .r3d                                              |                                                            | |                                                                                            |
| SAI                          |                                                       | SYSTEMAX                                       |                                                       | .sai                                              |                                                            | Supportato da PaintTool SAI |                                                                                            |
| SCT                          | Scitex Continuous Tone Picture                        |                                                |                                                       | .sct                                              |                                                            | |                                                                                            |
| SDA                          |                                                       | Sun Microsystems                               |                                                       | .sda                                              |                                                            | Supportato da StarOffice Draw 3-5 |                                                                                            |
| SDD                          |                                                       | Sun Microsystems                               |                                                       | .sdd                                              |                                                            | Supportato da StarOffice Draw 3-5 |                                                                                            |
| SFW                          | Seattle File Works image                              | Seattle File Works                             | JPEG (JFIF)                                           | .sfw, .pwp                                        |                                                            | convertitori JPEG in sfwjpg e pwpjpg per Unix/Linux e Windows |                                                                                            |
| SGB                          |                                                       | Sun Microsystems                               |                                                       | .sgb                                              |                                                            | Supportato da StarOffice Graphics 2 |                                                                                            |
| SGI                          | Silicon Graphics Image                                |                                                |                                                       | .sgi, .rgb, .rgba, .bw, .int, .inta, .icon        |                                                            | |                                                                                            |
| Shockwave Director           |                                                       | Adobe                                          |                                                       | .dir, .dcr, .dxr, .fgd                            | application/x-director                                     | Usato da Adobe Shockwave. |                                                                                            |
| SHAPE                        | Dia Stencil                                           |                                                | SVG                                                   | .shape                                            |                                                            | Usato da Dia. |                                                                                            |
| SK                           |                                                       |                                                |                                                       | .sk                                               |                                                            | Supportato da Skencil |                                                                                            |
| SketchUp Format              |                                                       |                                                |                                                       | .skp, .skb                                        |                                                            | Supportato da SketchUp |                                                                                            |
| SML                          | Kivio stencil                                         |                                                |                                                       | .sml                                              |                                                            | Supportato da Kivio |                                                                                            |
| SRF                          | Sony RAW File                                         | Sony                                           | TIFF                                                  | .srf, .sr2                                        |                                                            | |                                                                                            |
| SUN                          | Sun rasterfile                                        | Sun Microsystems                               |                                                       | .sun, .ras, .rs, .im1, .im8, .im24, .im32         |                                                            | Supportato da GIMP |                                                                                            |
| STX                          | SBIG CCD camera ST-x                                  |                                                |                                                       | .stx, .st4, .st5, .st6, .st7, .st8, .st9          |                                                            | |                                                                                            |
| SView5 Graphics              |                                                       | Andreas Kleinert                               |                                                       | .svg/.sgx                                         |                                                            | Usato da SView5-Library/SDK |                                                                                            |
| SVG                          | Scalable Vector Graphics                              | World Wide Web Consortium                      | XML                                                   | .svg, .svgz (compressed)                          | image/svg+xml                                              | Formato immagine vettoriale editabile; supportato dai principali browser web, a volte tramite plug-in.                                                                                     | No                                                                                         |
| SWF                          | Shockwave Flash                                       | Adobe                                          |                                                       | .swf                                              | application/x-shockwave-flash                              | Supportato da molti browser web per mezzo di plug-in. |                                                                                            |
| SXD                          | OpenOffice.org 1.0 drawing format                     |                                                |                                                       | .sxd                                              |                                                            | |                                                                                            |
| TGA                          | Truevision Targa                                      | Truevision Inc.                                |                                                       | .tga, .tpic                                       | image/tga                                                  | Utilizzato da molte applicazioni di rendering 3D e giochi 3D. | Sì??                                                                                       |
| TIFF                         | Tagged Image File Format                              | Adobe                                          |                                                       | .tiff, .tif                                       | image/tiff                                                 | Scansione dei documenti e il formato delle immagini, funziona anche come un contenitore.                                                                                                   | No                                                                                         |
| TIFF/EP                      | Tag Image File Format / Electronic Photography        | International Organization for Standardization | TIFF                                                  | .tiff, .tif                                       |                                                            | |                                                                                            |
| TIFF-FX                      | Tag Image File Format Fax eXtended                    |                                                | TIFF                                                  | .tiff, .tif                                       | image/tiff-fx                                              | |                                                                                            |
| Tiny Stuff                   |                                                       | David Mumper                                   |                                                       | .tny, .tn1, .tn2, .tn3, .tn4, .tn5, tn6           |                                                            | Una applicazione di Atari ST |                                                                                            |
| TLG5                         |                                                       |                                                |                                                       | .tlg                                              |                                                            | Usato da KiriKiri |                                                                                            |
| TLG6                         |                                                       |                                                |                                                       | .tlg                                              |                                                            | Usato da KiriKiri |                                                                                            |
| UFO                          | Ulead File for Objects                                |                                                |                                                       | .ufo                                              |                                                            | |                                                                                            |
| VML                          | Vector Markup Language                                | Microsoft                                      | XML                                                   | .htm, .html                                       | application/vnd. openxmlformats-officedocument. vmlDrawing | Internet Explorer, Microsoft Office | No                                                                                         |
| WBMP                         | Wireless Application Protocol Bitmap Format           | Open Mobile Alliance (ex WAP Forum))           |                                                       | .wbmp, .wbm, .wbp                                 | image/vnd.wap.wbmp                                         | Usato in pagine WAP | No                                                                                         |
| WebP                         | WebP                                                  | Google                                         |                                                       | .webp                                             | image/webp                                                 | Fornisce un'alternativa al JPEG, PNG e GIF con compressione superiore. | No (royalty-free)                                                                          |
| WinFax                       |                                                       | Symantec                                       |                                                       | .wfx, fxs, fxo                                    |                                                            | |                                                                                            |
| WMF                          | Windows Metafile Format                               | Microsoft                                      |                                                       | .wmf, .wmz                                        |                                                            | |                                                                                            |
| WordPerfect Graphics File    |                                                       |                                                |                                                       | .wpg                                              |                                                            | |                                                                                            |
| XAML                         | Extensible Application Markup Language                | Microsoft                                      | XML                                                   | .xaml                                             | application/xaml+xml                                       | Usato da Windows Presentation Foundation e Microsoft Silverlight. | ?                                                                                          |
| XAR                          | Xar                                                   | Xara                                           | Xar                                                   | .xar                                              | application/vnd.xara                                       | Usato da Xara Photo & Graphic Designer | No                                                                                         |
| XBM                          | X BitMap                                              |                                                |                                                       | .xbm, .bm, .icon, .bitmap                         | image/x-xbitmap                                            | Usato da molte applicazioni proprietarie Unix. |                                                                                            |
| XCF                          | XCF, nome derivato da eXperimental Computing Facility | The GIMP Team                                  |                                                       | .xcf, .xcfbz2 (compressed), .xcfgz (compressed)   | application/x-gimp-image                                   | Usato da GIMP |                                                                                            |
| XPM                          | X-Pixmap                                              |                                                |                                                       | .xpm, .pm                                         | image/x-xpm                                                | Usato da molte applicazioni proprietarie Unix. |                                                                                            |
| X3F                          | SIGMA RAW                                             | SIGMA                                          |                                                       | .x3f                                              |                                                            | |                                                                                            |
| XWD                          |                                                       |                                                |                                                       | .xwd, .x11                                        |                                                            | Usato da X Window System |                                                                                            |
| XYZ                          | RPG Maker image file                                  | ASCII                                          |                                                       | .xyz                                              |                                                            | RPG Maker | No                                                                                         |
| YCbCr                        |                                                       |                                                |                                                       | .ycbcr                                            |                                                            | |                                                                                            |
| YCbCrA                       |                                                       |                                                |                                                       | .ycbcra                                           |                                                            | |                                                                                            |
| YUV                          |                                                       |                                                |                                                       | .yuv                                              |                                                            | |                                                                                            |
| ZDT                          |                                                       |                                                |                                                       | .zdt                                              |                                                            | Usato da TECH Win |                                                                                            |
| Formato                      | Nome completo                                         | Proprietà                                      | Formato base                                          | Estensione file                                   | tipo MIME                                                  | Applicazione | Brevetto                                                                                   |

## Dettagli tecnici
| Formato            | algoritmo Compressione dei dati                                                                                            | Grafica Raster/ vettoriale | Profondità di colore | Tavolozza             | Trasparenza                                             | Metadato | Interlacciato             | Multi-pagine             | Animazione              | Layer | Gestione digitale del colore | Estendibile                         | formato HDR                         |
| ------------------ | --- | -------------------------- | --- | --------------------- | ------------------------------------------------------- | -------- | ------------------------- | ------------------------ | ----------------------- | ----- | ---------------------------- | ----------------------------------- | ----------------------------------- |
| AI                 | Con e senza perdita di informazioni                                                                                        | Entrambi                   | 1, 8, 24, e 32 (possibile con più palette)                                                                                               | Sì                    | Sì                                                      | Sì       | No                        | No                       | No                      | Sì    | Sì                           | ??                                  | No                                  |
| BMP                | Nessuno, RLE, JPEG, e PNG                                                                                                  | Raster                     | 1, 4, 8, 16, 24, e 32 | Sì                    | Sì                                                      | No       | No                        | No                       | No                      | No    | Sì                           | No                                  | No                                  |
| BPG                | HEVC, Con e senza perdita di informazioni                                                                                  | Raster                     | da 8 a 14 bit per canale | No                    | Sì                                                      | Sì       | No                        | No                       | opzionale               | ??    | Sì                           | ??                                  | ??                                  |
| CDR                | Con e senza perdita di informazioni                                                                                        | Entrambi                   | 1, 8, 24, e 32 (multiple palette) | Sì                    | Sì                                                      | Sì       | No                        | Sì                       | No                      | Sì    | Sì                           | ??                                  | No                                  |
| CPC                | CPC | Raster                     | 1 | No                    | No                                                      | Sì       | No                        | Sì                       | No                      | No    | No                           | Sì, mediante dizionario incorporato | No                                  |
| EPS                | Nessuno, LZW, DEFLATE, RLE, DCT                                                                                            | Entrambi                   | Supporto specifico | No                    | Sì                                                      | Sì       | n/d                       | Sì                       | No                      | Sì    | Sì                           | Sì                                  | Sì                                  |
| EXR                | Nessuno, RLE, ZIP, Piz, PXR24, e B44                                                                                       | Raster                     | 16–128 (IEEE 754 virgola mobile) | No                    | Sì                                                      | Sì       | No                        | No                       | No                      | No    | Sì                           | Sì                                  | Sì                                  |
| GIF                | LZW | Raster                     | 1, 2, 3, 4, 5, 6, 7, e 8 | Sì                    | Sì; maschera piano solo 1b utilizzando indici di colore | Sì       | Sì                        | Sì                       | Sì                      | Sì    | No                           | Sì (GIF89a)                         | No                                  |
| HD Photo / JPEG XR | Con e senza perdita di informazioni con trasformazione bi-ortogonale                                                       | Raster                     | 1, 2, 8, 16, 24, 32, 48, 64, e 128 (IEEE 754 virgola mobile)                                                                             | No                    | Sì                                                      | Sì       | Sì                        | Sì                       | No                      | No    | Sì                           | Sì                                  | Sì                                  |
| ILBM               | Opzionale run-length encoding                                                                                              | Raster                     | 1, 2, 4, 8, 16, 32, 64, 64 EHB, 128, 256 (8-bit), 4,096 (HAM6 pseudo 12-bit), 4,096 puro 12-bit, 262, 144 (HAM8 pseudo 18-bit), e 24-bit | Sì                    | No                                                      | Sì       | Sì                        | No                       | Sì, Color cycling       | No    | No                           | Sì                                  | No                                  |
| IMA                | analisi trasformazione multi-risoluzione dell'originale con e senza perdita di informazioni                                | Raster                     | 8-bit, 16-bit integer, 32-bit IEEE 754 virgola mobile                                                                                    | No                    | Sì                                                      | Sì       | No                        | No                       | No                      | No    | Sì                           | Sì                                  | Sì                                  |
| JPEG               | Con perdita (e parzialmente senza perdita) di informazioni, DCT, RLE, e codifica Huffman predittiva vicina al più prossimo | Raster                     | 8-bit (greyscale), 12-bit, e 24-bit | No                    | No                                                      | Sì       | Sì                        | No                       | No                      | No    | Sì                           | No                                  | No (vedi il non ufficiale JPEG-HDR) |
| JPEG 2000          | Con perdita di informazioni e senza perdita (DWT)                                                                          | Raster                     | 8 e 16 (greyscale) con possibilità colore sino a 48-bit                                                                                  | No                    | Sì                                                      | Sì       | Sì                        | No                       | No                      | No    | Sì                           | ??                                  | No                                  |
| ORA                | Senza perdita di informazioni                                                                                              | Entrambi                   | 1, 2, 4, 8, 16, 24, 32, 48, e 64 | Sì                    | Sì                                                      | Sì       | Sì                        | Sì                       | No                      | Sì    | Sì                           | Sì                                  | Sì                                  |
| PAM                | Nessuno | Raster                     | Fino a 16 | No                    | Sì                                                      | Sì       | No                        | Sì                       | No                      | No    | No                           | Sì                                  | No                                  |
| PCX                | Nessuno, RLE | Raster                     | 1, 2, 4, 8, 24 e 32 | Sì                    | Sì                                                      | No       | No                        | Sì                       | No                      | No    | No                           | No                                  | No                                  |
| PGF                | Nessuno e senza perdita di informazioni (DWT)                                                                              | Raster                     | greyscale: 1, 8, 16, 31; colori: 12, 16, 24, 32, e 48                                                                                    | Sì                    | Sì                                                      | Sì       | Sì                        | No                       | No                      | No    | No                           | ??                                  | No                                  |
| PICT               | Nessuno, RLE, e QuickTime                                                                                                  | Entrambi                   | 1, 2, 4, 8, 16, 24, e 32 | Sì                    | Sì                                                      | Sì       | ??                        | No                       | No                      | No    | ??                           | No?                                 | No                                  |
| PLD                | Opzionale ZIP, JPEG | Entrambi                   | 1, 4, 8, 16, 24, 32, 48, e 64 | ??                    | Sì                                                      | Sì       | ??                        | Sì                       | Sì                      | Sì    | Sì                           | Sì                                  | Sì                                  |
| PNG                | Senza perdita di informazioni e DEFLATE                                                                                    | Raster                     | 1, 2, 4, 8, 16, 24, 32, 48,e 64 | Sì (modalità 1–8 bit) | Sì; 8b, 16b per-pixel alpha channel; 8b per indici      | Sì       | Sì, algoritmo Adam7       | No                       | No (ma vedi MNG e APNG) | No    | Sì                           | Sì, usando chunks                   | No, vedi discussione                |
| PPM                | Nessuno | Raster                     | Fino a 16 | No                    | No                                                      | Sì       | No                        | Sì                       | No                      | No    | No                           | No                                  | No                                  |
| PSD                | Nessuno e RLE | Entrambi                   | 1, 2, 4, 8, 16, 24, 32, 48, e 64 | Sì                    | Sì; 8b, 16b per pixel alpha channel                     | Sì       | n/d                       | No                       | Sì                      | Sì    | Sì                           | No?                                 | Sì                                  |
| PSP                | Nessuno | Entrambi                   | 1, 2, 8, 16, 24, 32, e 48 | Sì                    | Sì; 8b e 16b per-pixel alpha channel                    | Sì       | No                        | ??                       | No                      | Sì    | ??                           | ??                                  | No                                  |
| SVG                | Nessuno e senza perdita di informazioni gzip                                                                               | Vettoriale                 | 24 e 32 | No                    | Sì                                                      | Sì       | n/d                       | si, parziale (1.2 draft) | si, parziale (SMIL/SVG) | Sì    | Sì                           | Sì, base XML                        | n/d                                 |
| TGA                | Nessuno, RLE, e altri | Raster                     | 1, 2, 4, 8, 16, 24, e 32 | Sì                    | Sì                                                      | Sì       | No                        | No                       | No                      | No    | No                           | ??                                  | No                                  |
| TIFF               | Nessuno, LZW, RLE, ZIP, e altri                                                                                            | Entrambi                   | 1, 2, 4, 8, 16, 24, e 32 | Sì (1–8 bit)          | Sì                                                      | Sì       | Sì, per compressione JPEG | Sì                       | No                      | Sì    | Sì                           | Sì, usando tag                      | Sì, TIFF virgola                    |
| WebP               | Con perdita di informazioni e senza perdita                                                                                | Raster                     | 24 e 32 | No                    | Sì                                                      | Sì       | No                        | Sì                       | Sì                      | No    | Sì                           | Sì                                  | No                                  |
| XAML               | Nessuno | Vettoriale                 | 32 e 64 | No                    | Sì                                                      | Sì       | n/d                       | Sì                       | Sì                      | Sì    | No                           | Sì                                  | Sì                                  |
| XCF                | Nessuno e senza perdita di informazioni (gzip e bzip2)                                                                     | Entrambi                   | 8, 24, e 32 | Sì                    | Sì                                                      | ??       | n/d                       | No                       | Sì                      | Sì    | Sì                           | Sì                                  | No                                  |
| Formato            | algoritmo Compressione dei dati                                                                                            | Grafica Raster/ vettoriale | Profondità di colore | Tavolozza             | Trasparenza                                             | Metadato | Interlacciato             | Multi-pagine             | Animazione              | Layer | Gestione digitale del colore | Estendibile                         | formato HDR                         |